# Cofradías de cazadores en África

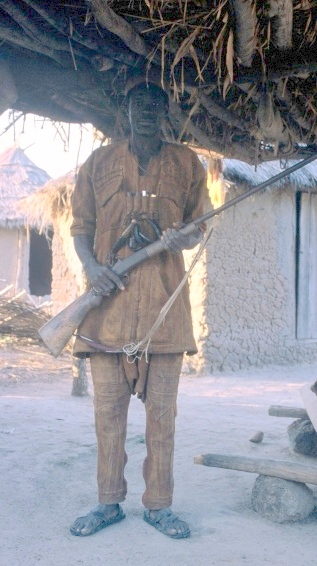
Cazador bambara en traje tradicional.

Las cofradías o hermandades africanas de cazadores son sociedades más o menos secretas y esotéricas que se encuentran en el África subsahariana. 

## Orígenes
Los orígenes de las hermandades de cazadores en África subsahariana se remontan al valle del Nilo . Durante el antiguo Egipto, las castas socio-profesionales eran numerosas, pero en particular se podían distinguir tres clases principales: los nobles, los artesanos, los serviles. 
Las sociedades de África occidental han heredado este esquema social, al igual que el matriarcado, el totemismo, entre otros, y también las hermandades esotéricas de cazadores, religiosas, de bailarines, todas ellas  basados en la profesión. 
Tradición oral mandinga sitúa los inicios de la existencia de estas hermandades en los hermanos míticos  Kontron y Sanin. El fundador del Imperio de Malí, Soundiata Keïta, fue, antes de convertirse en Mansa, miembro de una hermandad de cazadores de la que fue nombrado maestro, de ahí su apodo Simbo . Su cuerpo militar estaba compuesto principalmente por cazadores. 

## Historia
Entre los mandingas, en particular Bambaras y Malinkéses así como entre los grupos relacionados Bobos o Bwas, Senoufos y entre los Bantus de África Central, estas hermandades de cazadores eran muy frecuentes. 
A menudo reclutados entre los nobles, los dignatarios, especialmente entre las clases guerreras, los miembros de estas hermandades desempeñaban un papel muy importante en la sociedad. Sin embargo, tuvieron muy poca influencia con respecto a las decisiones políticas, que eran asunto de los líderes, de la realeza. 
La iniciación era el primer paso para formar parte de una hermandad de cazadores. A menudo se enviaba a los adolescentes a unirse a este tipo de hermandades porque también eran consideradas una escuela de vida. Su estructura, a diferencia de otras, no depende de sucesiones hereditarias. 
Aprender sobre la flora y la fauna, en particular las plantas medicinales, la cosmogonía, la jerarquía de la hermandad, el arte vinculado al mundo de los cazadores, las prohibiciones, formaba parte de la vida en estas hermandades.
Las hermandades de cazadores, muy interdependientes, están estrechamente vinculadas a los herreros, una casta frecuente en las sociedades africanas. 
Se dice que los dozos son los custodios del antiguo conocimiento místico. Reconocerían y ahuyentarían a los espíritus malignos, serían invulnerables a las balas, tendrían la capacidad de transformarse en un león, etc. Muchos juegan actualmente el papel de sanadores. 
La mayoría de los jefes de Estado del África medieval y, en cierta medida, de África actual, como lo destacó Ahmadou Kourouma en su novela En attendant le vote des bêtes sauvages, provienen de sus filas.

## En la actualidad
Estas hermandades todavía existen hoy en día, como lo demuestra el libro del etnólogo maliense Youssouf Tata Cisse, La hermandad de los cazadores Malinké y Bambara: mitos, ritos e historias de iniciación.
En África occidental, se llaman Dozos y están muy vinculados a las poblaciones de lenguas mandingas (Guinea, Malí, Burkina Faso y Costa de Marfil en particular). En estos países es posible asistir a escenas populares de bailes, canciones, desfiles, reuniones, donde se evocan, cuentan, las historias relacionadas con esta hermandad, también muchas escenas de sacrificios. 
Los cazadores también se utilizan a veces como auxiliares de la fuerza policial. Por ejemplo, en Costa de Marfil, donde se les llama Dozos, habrían sido utilizados para conducir autobuses de transporte ante el resurgimiento de los "cortadores de carreteras". Agrupaciones similares se han hecho en Camerún, donde el regreso de los cazadores tradicionales ha aprovechado el vacío dejado por el Estado en el norte del país.
Esta irrupción en el mantenimiento del orden no está exenta de problemas. Se han informado casos de atrocidades en el norte de Burkina Faso y el sur de Costa de Marfil, según el informe de 2003 de Amnistía Internacional sobre la masacre de gendarmes en Bouaké. También hay problemas legales. Los miembros de estas hermandades tienen armas que a veces llevan sin autorización. En Costa de Marfil, las personas fingen ser dozos para aprovechar las ventajas de los miembros de la hermandad, mientras que en Malí ciertos jóvenes pertenecen a grupos dozos sin haber sido iniciados y simplemente están en una lógica de autodefensa.
Como resultado de estas acciones de mantenimiento del orden en los últimos años su popularidad ha aumentado notablemente, y muchos son los africanos que recogerán sus lecciones muy simples, pero también muy profundas, basadas en una transmisión continua de la ética del cazador. 

### En Malí
En el centro de Mali, los dozos pertenecen a muchas comunidades. Algunos son acusados de abusos contra los fulani.

### En Costa de Marfil
En Costa de Marfil, el presidente de la hermandad de dozos fue Sériba Coulibaly en 2001. Algunos dozos, como Zakaria Koné, se convirtieron en señores de la guerra durante la crisis político-militar en Costa de Marfil.

### En Liberia y Sierra Leona
En Liberia y Sierra Leona, los homólogos de los dozos se llaman kamajors.

### Filmografía
- Les maîtres du nyama : la confrérie des chasseurs sénoufo, film documentaire réalisé par Patrick Kersalé, Éditions musicales Lugdivine, Lyon, 2006 (DVD)
- Le doso n'goni : la musique de la confrérie des chasseurs en pays manding, film documentaire réalisé par Idrissa Diabate, Dia-Comm Productions, París, date ?, 40 min (DVD)
- L'Envol du chasseur, Un film de Alexandre Bonche, Réalisation :  Alexandre Bonche, Jean-Michel Corrillion, Guillaume Vincent, 2007 - France - 52 minutes, Production Arte, les films du rêve.

### Artículos
- « La rencontre des chasseurs de l'Afrique de l'Ouest » (entrevista de Françoise Ligier con Fodé Moussa Sidibé, 2001)
- « La confrérie des chasseurs ouest-africains, une histoire plus que millénaire » (entrevista con Youssouf Tata Cissé, recogida por Alexandre Mensah, 13 de diciembre de 2006)
- « Le mythe des divinités tutélaires de la chasse : Sanènè et Kòntròn » (Youssouf Tata Cissé, Africultures 33)
- « Protection et destinée du chasseur » (Youssouf Tata Cissé, Africultures 33)
- « La pharmacopée et la connaissance de la nature » (Youssouf Tata Cissé, Africultures 33)
- http://www.benoitjouvelet.com "Photos sur les chasseurs du pays Mandé" de Benoit Jouvelet